# Анди Лег
Анди Лег (на английски: Andrew Andy Legg – роден 28 юли 1966 в Нийт (Neat), Уелс) с прякор Анди (Andy) е бивш национален футболист на Уелс и треньор.
В Уелс дебют 24 април 1996 в поражението с 0 – 2 от Швейцария. В последния си мач в сцена играе 28 март, 2001 г. Това е световен рекордьор по най-дългата тъчове.